# Littmannhaus

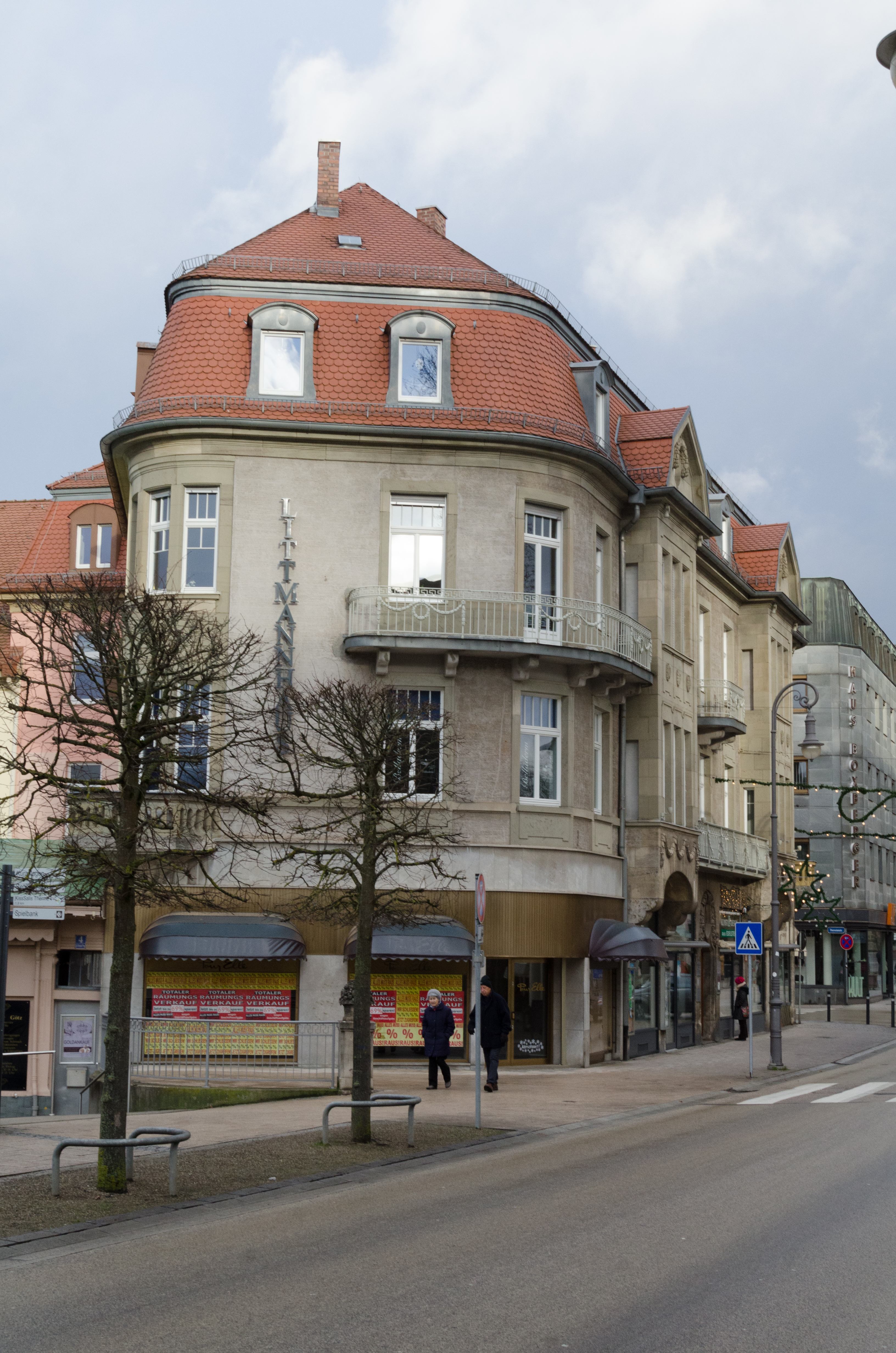
Ludwigstraße 3 (Blick von der Ludwigstraße aus ostwärts)

Das Littmannhaus in der Ludwigstraße 3, in Bad Kissingen, der Großen Kreisstadt des unterfränkischen Landkreises Bad Kissingen, gehört zu den Bad Kissinger Baudenkmälern und ist unter der Nummer D-6-72-114-39 in der Bayerischen Denkmalliste registriert.
Zum Littmannhaus gehört der direkt mit ihm verbundene Saalbau Theresienstraße 26.

## Geschichte

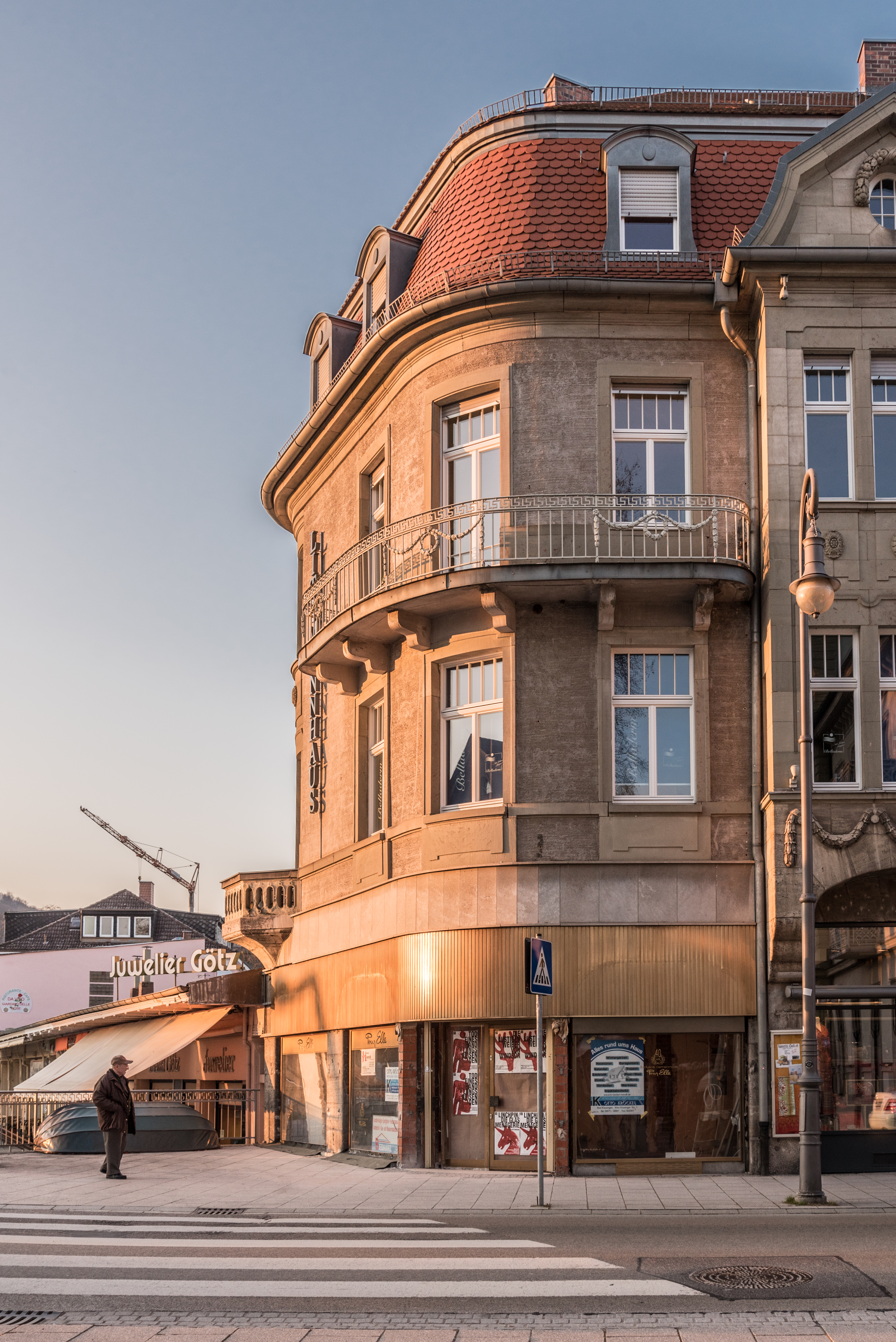
Ludwigstraße 3 (Blick von der Ludwigstraße aus westwärts)

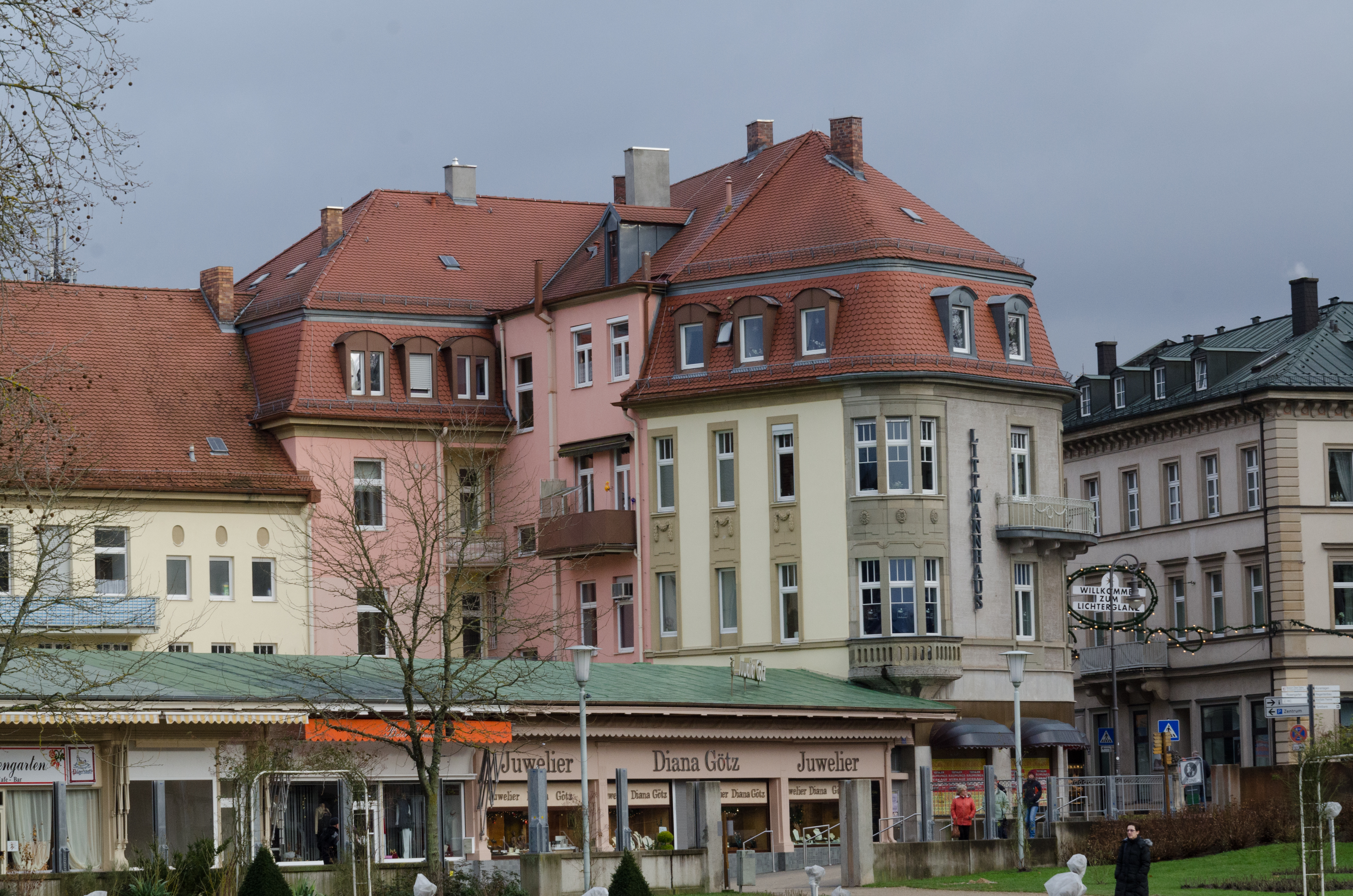
Ludwigstraße 3 (Blick vom Rosengarten aus)

Das Anwesen befindet sich am Bad Kissinger Rosengarten (am Anfang der Balthasar-Neumann-Promenade) gegenüber dem Regentenbau. Es wurde im Jahr 1908 von dem in München ansässigen Architekten Max Littmann als privates Wohn- und Geschäftshaus für Frau Kommerzienrat Albertine Hailmann und Fräulein Anna Hailmann errichtet. Ein Jahr zuvor hatte ebenfalls Littmann den zugehörigen Saalbau in der Theresienstraße 26 in der gleichen Formensprache gestaltet.
Beim Littmannhaus handelt es sich um einen im klassizisierenden Jugendstil gestalteten dreigeschossigen verputzten Mansarddachbau in Ecklage mit abgerundeter Kante. Bis auf die Front zur Ludwigstraße hin, die durch zwei gleiche übergiebelte Erker symmetrisch aufgebaut ist, ist das Anwesen nach freieren Prinzipien gestaltet. Die Gliederung ist zurückhaltend und besteht aus dem Fensterband und einer an das Louis-seize angelehnten Ornamentik.
Ab dem Jahr 1907 hatte sich Architekt Max Littmann um den Erwerb des nahe gelegenen Haus Collard (Am Kurgarten 6; Ludwigstraße 4) bemüht. Der Staat Bayern wollte das Anwesen erwerben, um das Areal im Zusammenhang mit dem noch zu bauenden Regentenbau zu arrondieren, doch scheiterte dieses Vorhaben an Geldmangel; es kam nicht zum Erwerb durch Littmann. Möglicherweise wollte Littmann das Haus Collard in ein größeres Gesamtkonzept miteinbeziehen, das er dann aber beim Bau des Littmannhauses umsetzte.
Max Littmann lässt sich durch seine eigenhändige Unterschrift auf den Eingabeplänen als Architekt des Anwesens Ludwigstraße 3, das an der zum Rosengarten gewandten Seite den überdimensionalen senkrechten Schriftzug „LITTMANNHAUS“ trägt, nachweisen. Ein weiteres Indiz für Max Littmanns Urheberschaft ist der Bau des Anwesens durch die Baufirma Heilmann & Littmann im Jahr 1910, die Max Littmann ab 1892 mit seinem Schwiegervater Jakob Heilmann betrieb. Zwar war Littmann bereits Ende 1908 aus dem Unternehmen ausgeschieden, um, wie Heilmann es später beschrieb, „sich ganz seinen künstlerischen Neigungen widmen zu können“, doch hatte Littmann im Unternehmen immer noch ein eigenes Büro und konnte auf einen Stab bewährter Mitarbeiter zurückgreifen.
Das Littmannhaus zeigt – ebenso wie die von ihm mitgestaltete Auffahrt zur nahe gelegenen Ludwigsbrücke –, dass Littmann auf die Umgebung des von ihm errichteten Regentenbaus Einfluss nehmen wollte. Dieser Einfluss war auch beim inzwischen verlorenen Geschäftshaus Ludwigstraße 5 ersichtlich.
Heute beherbergt das Anwesen Wohnungen, Geschäfte (u. a. eine Eisdiele) und Arztpraxen.